# مبینا حیدری
مبینا حیدری (زاده ۸ مهر ۱۳۸۰ در کرج) کاراته‌کای ایرانی است. او مدال نقره ۶۸ کیلوگرم بانوان در بازی‌های همبستگی کشورهای اسلامی ۲۰۲۱ که در قونیه ترکیه برگزار شد را کسب نمود.
وی همچنین موفق شد مدال برنز ۵۹ کیلوگرم دختران در بازی‌های المپیک تابستانی جوانان که در بوئنوس آیرس، آرژانتین برگزار شدو مدال نقره ۶۸ کیلوگرم دختران در مسابقات قهرمانی کاراته آسیا که به سال ۲۰۲۱ در آلماتی قزاقستان برگزار شد را کسب نماید.

## دستاوردها
| سال  | رقابت                          | محل              | رتبه | رویداد            |
| ---- | ------------------------------ | ---------------- | ---- | ----------------- |
| ۲۰۲۱ | مسابقات قهرمانی آسیا           | آلماتی، قزاقستان | ۲    | ۶۸ کیلوگرم کومیته |
| ۲۰۲۲ | بازی‌های همبستگی کشورهای اسلامی | قونیه، ترکیه     | ۲    | ۶۸ کیلوگرم کومیته |
| ۲۰۲۲ | مسابقات قهرمانی آسیا           | تاشکند، ازبکستان | ۳    | ۶۸ کیلوگرم کومیته |